# Tetradenia brevispicata
Tetradenia brevispicata là một loài thực vật có hoa trong họ Hoa môi. Loài này được (N.E.Br.) Codd miêu tả khoa học đầu tiên năm 1983.